# Длусский, Эразм Яковлевич
Эразм Яковлевич Длусский (польск. Erazm Dłuski; 8 января [20 января] 1857, Щучинцы, Подольская губерния — 26 февраля 1923, Отвоцк, Польша) — польский композитор, пианист, педагог.

## Биография
Эразм Длусский родился в 1857 году. Учился в Петербургском университете на математическом факультете и в Петербургской консерватории (сначала у Ю. И. Иогансена по классу гармонии, а через несколько лет у Н. Ф. Соловьева по классу композиции), брал частные уроки у Н. А. Римского-Корсакова. В 1895 году стал преподавателем Петербургской консерватории. После Октябрьской революции эмигрировал в Польшу, с 1920 года преподавал оперное пение в Варшавской консерватории.
Эразм Яковлевич Длусский умер в 1923 году.

## Творчество
Автор нескольких опер («Романо» (1895), «Коринфская невеста» (одноактная)), сочинений для оркестра («Славянская рапсодия» и «Весенние грезы»), кантаты «Горийская башня» и около 60 романсов. Опера «Урвази» (1900), созданная композитором на собственный сюжет из индийской жизни, в 1901 году была поставлена в Кракове, а в следующем году — в Петербурге. Кроме того, был известен как превосходный аккомпаниатор, в этом качестве сотрудничал с Ф. Шаляпиным.